# Shark Skin Man and Peach Hip Girl
Shark Skin Man and Peach Hip Girl (Japonés: 鮫肌男と桃尻女;  Hepburn: Samehada Otoko to Momojiri Onna?), es una película japonesa de 1999, dirigida por Katsuhito Ishii y protagonizada por Tadanobu Asano.

## Argumento
Contenido de la primera sección.

## Reparto
- Tadanobu Asano como Kuroo Samehada:
- Shie Kohinata como Toshiko Momojiri:
- Ittoku Kishibe como Tanuki Fukuda:
- Susumu Terajima como Sawada:
- Kimie Shingyoji como Mitsuko Fukuda:
- Youhachi Shimada como Michio Sonezaki:
- Tatsuya Gashuin como Yamada:
- Shingo Tsurumi como Mitsuru Fukuda:

- Daigaku Sekine como Sakaguchi:
- Koh Takasugi como Sorimachi:
- Shingoro Yamada como Taniguchi:
- Hitoshi Kiyokawa como Maruo:
- Yoji Tanaka como Asahina:
- Keisuke Horibe como Inuzuka:
- Yoshiyuki Morishita como Hidari:
- Kanji Tsuda como Fukazume:

## Producción
Contenido de la segunda sección.